# Harpastum

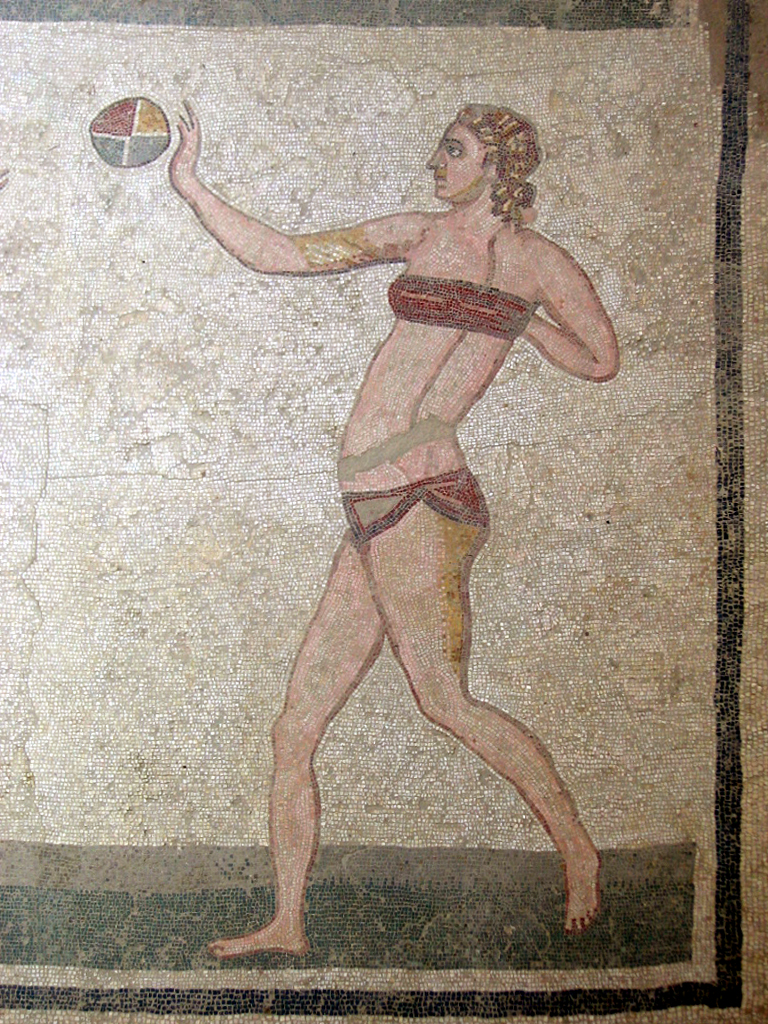
Un mosaico con una imagen de una atleta jugando al harpastum.

Harpastum  era un juego de entrenamiento militar romano practicado por los reclutas y legionarios romanos destacados en Britania en el año 43. Se cree que tiene su origen en el episkyros griego, que los romanos adoptaron a partir del 146 a. C. tras su conquista de Grecia.

## Normas
El terreno de juego era un rectángulo delimitado con cuerdas, el objetivo consistía en llevar una pelota al otro extremo del campo, utilizando toda la violencia que fuera necesaria, excepto matar. El "punto" o "gol" se conseguía al llevar y tocar el balón con la cuerda, y las peleas entre los jugadores acababan con el punto. Este método de entrenamiento, entre otros, fortalecía al legionario, no le dejaba pensar por sí solo, sino como una unidad conjunta, y le obligaba a una estricta disciplina, básica en las legiones.
De este deporte deriva el calcio florentino, con 27 - 28 jugadores por equipo. En el juego romano eran 4 o 6 por equipo, oficiales contra reclutas.